# Cnemidophorus vanzoi
Cnemidophorus vanzoi е вид влечуго от семейство Камшикоопашати гущери (Teiidae). Видът е уязвим и сериозно застрашен от изчезване.

## Разпространение
Разпространен е в Сейнт Лусия.